# Gerda Ahlm
Gerda Maria Ahlm, född 24 maj 1869 i Västerås, död 1956 i Chicago, var en svensk-amerikansk bildkonstnär och konstkonservator. Gerda Ahlm har målat och etsat kvinnliga figurer och landskap.

## Biografi
Gerda Ahlm studerade på Konstakademien i Stockholm 1889–1891. Hon gjorde sedan flera studieresor, till Frankrike, Tyskland och Italien 1892, till Frankrike, Italien och England 1894–1895, till Norge 1898 och till Belgien 1900. År 1903 emigrerade hon till USA och bosatte sig i Chicago där hon både verkade som konstkonservator och ställde ut egna verk. Hon räknades som en av USA:s främsta konservatorer och fick uppdrag både från museer och privata samlingar världen över.